# Vlag van Poperinge
De vlag van Poperinge werd door de gemeenteraad op 26 februari 1981 officieel vastgesteld als de gemeentelijke vlag van de West-Vlaamse gemeente Poperinge. Op 5 mei 1981 werd hij door het koninklijk besluit bevestigd en uiteindelijk gepubliceerd op 23 juni 1981 en opnieuw op 4 januari 1995 in het officiële Belgisch Staatsblad.
Officieel wordt de vlag beschreven als:
Twee even lange banen van rood en van geel met op het midden vijf cirkelsgewijze geplaatste groene hopbellen.
De kleuren van de vlag zijn afgeleid van het gemeentewapen, een rood schild met een geel gehandschoende rechterhand met een ring aan de wijsvinger, die een gele staf vasthoudt. De groene hopbellen zou mogelijk verwijzen naar de vijf voormalige gemeenten (Krombeke, Proven, Reningelst, Roesbrugge-Haringe en Watou) die in 1977 fuseerden tot Poperinge.

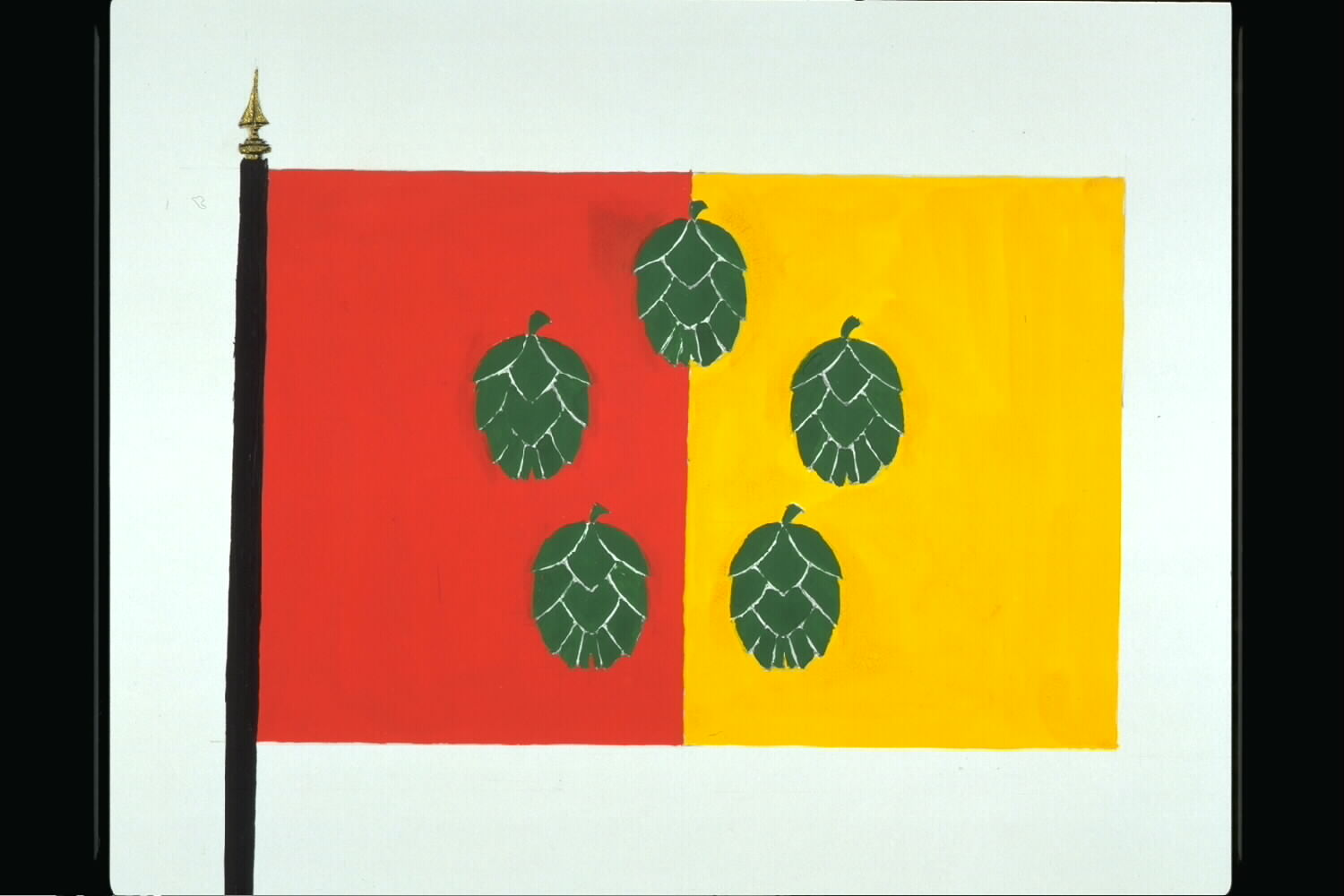
Officiële tekening van de vlag